# Humanistiska fakulteten, Karlsuniversitetet
Humanistiska fakulteten, Karlsuniversitetet är en fakultet vid Karlsuniversitetet i Prag, Tjeckien.
Dess huvudsakliga fokus är humaniora samt social och kulturell antropologi, inklusive etnomusikologi.
Fakulteten ligger i Libeň, Prag 8, och har 240 fakultetsmedlemmar och cirka 2 500 studenter.

## Avdelningar
- Filosofiska institutionen
- Institutionen för historiska studier
- Institutionen för språk och litteratur
- Institutionen för tillämpad samhällsvetenskap
- Institutionen för psykologi och livsvetenskap
- Institutionen för social och kulturell antropologi
- Sociologiska institutionen
- Institutionen för teori om konst och konstverk
- Forskarutbildningskontoret